# Nyílkalmár
A nyílkalmár (Todarodes sagittatus) a fejlábúak (Cephalopoda) osztályának kalmárok (Teuthida) rendjébe, ezen belül az Ommastrephidae családjába tartozó faj.
Nemének a típusfaja.

## Származása, elterjedése
Az Atlanti-óceán keleti részén, valamint az Északi- és a Földközi-tengerben él Izlandtól és Svédországtól egészen Angoláig.

## Megjelenése, felépítése
Nevét onnan kapta, hogy hosszúkás teste háromszögletű és így nyílhegyre emlékeztető úszóban végződik. A kifejlett állat teste 70–75 centiméter hosszú, a karjai 50–60 centiméteresek.

## Életmódja
Tengeri puhatestű. A nyílt, mély vizeket kedveli, de a víz felső, jól megvilágított rétegeiben marad. Társas lény, olykor több ezer fős csapatokba áll össze. Ragadozó; főleg apróbb halakat (makrélát, szardíniát) zsákmányol.
Élősködője a Doridicola agilis nevű evezőlábú rák (Copepoda).

## Képek

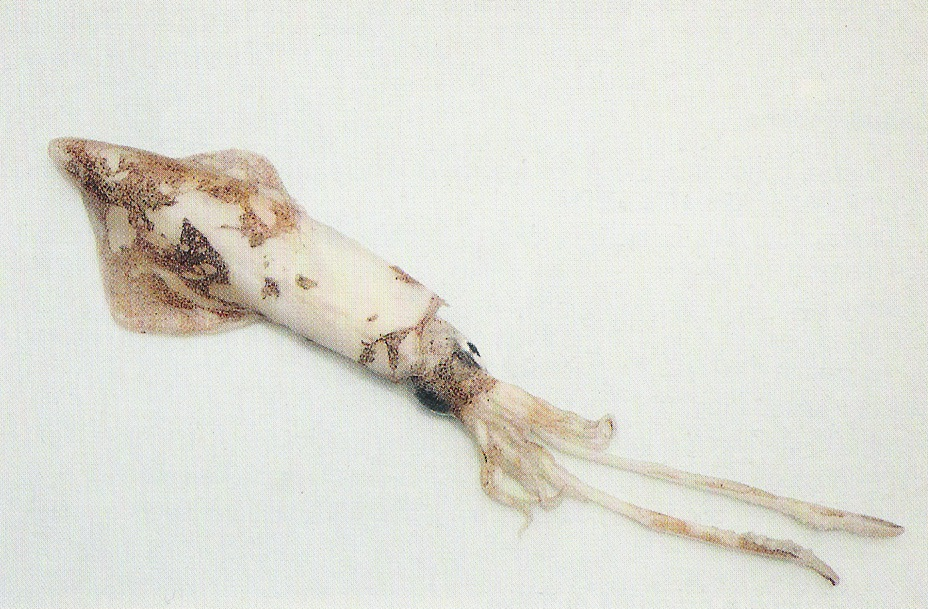
Kifogott
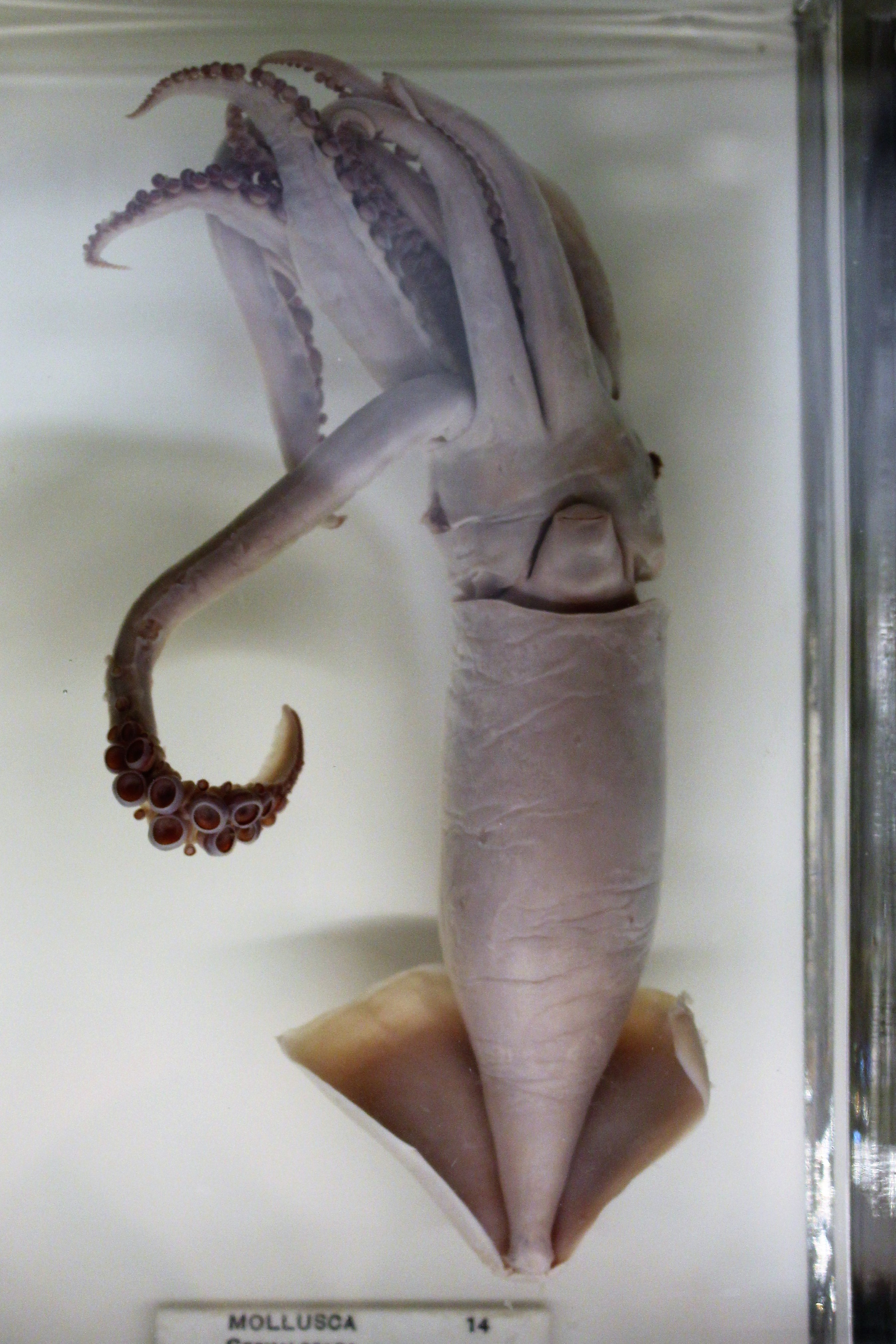
múzeumi
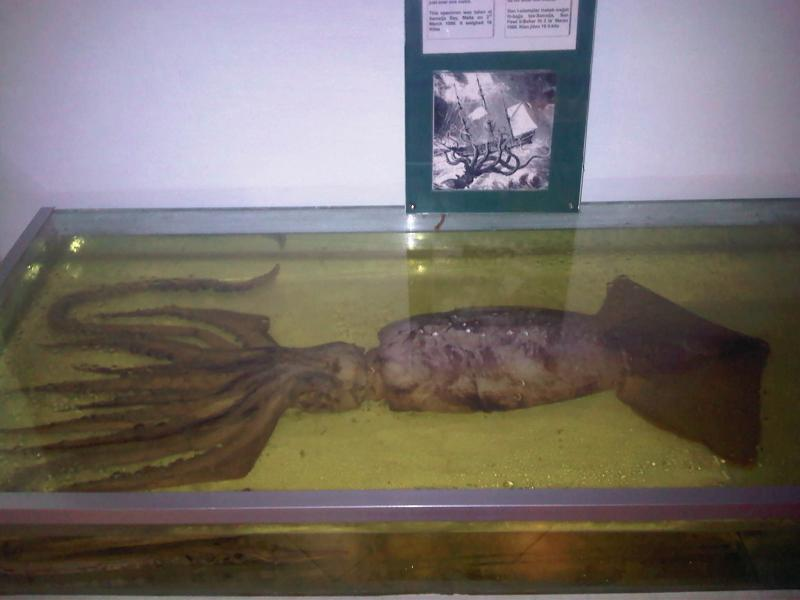
példányok
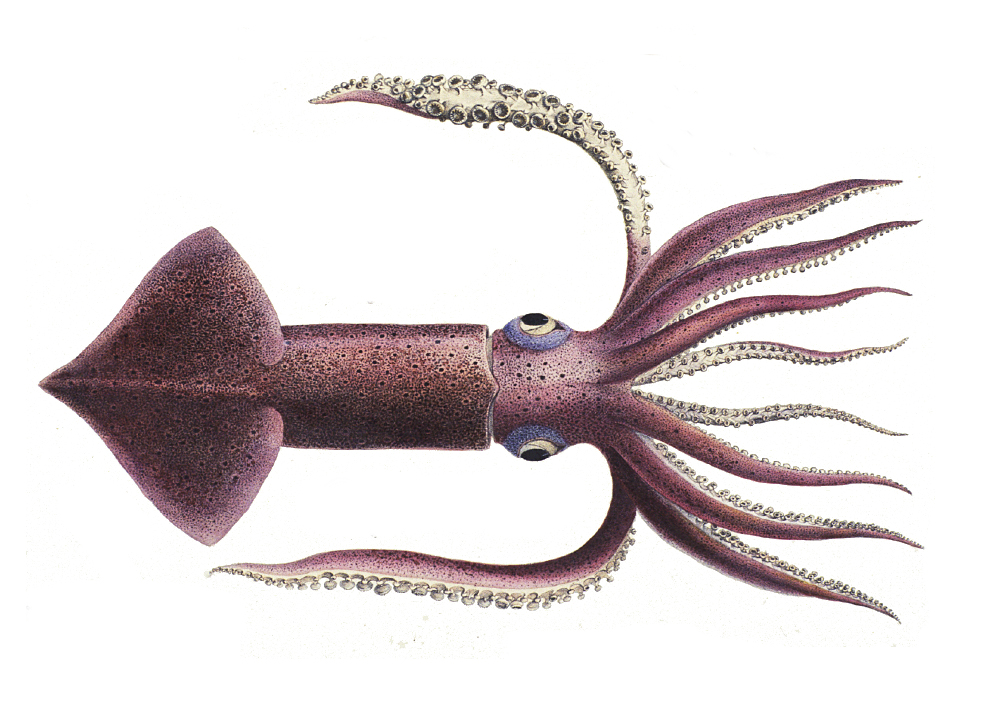
Rajzok az
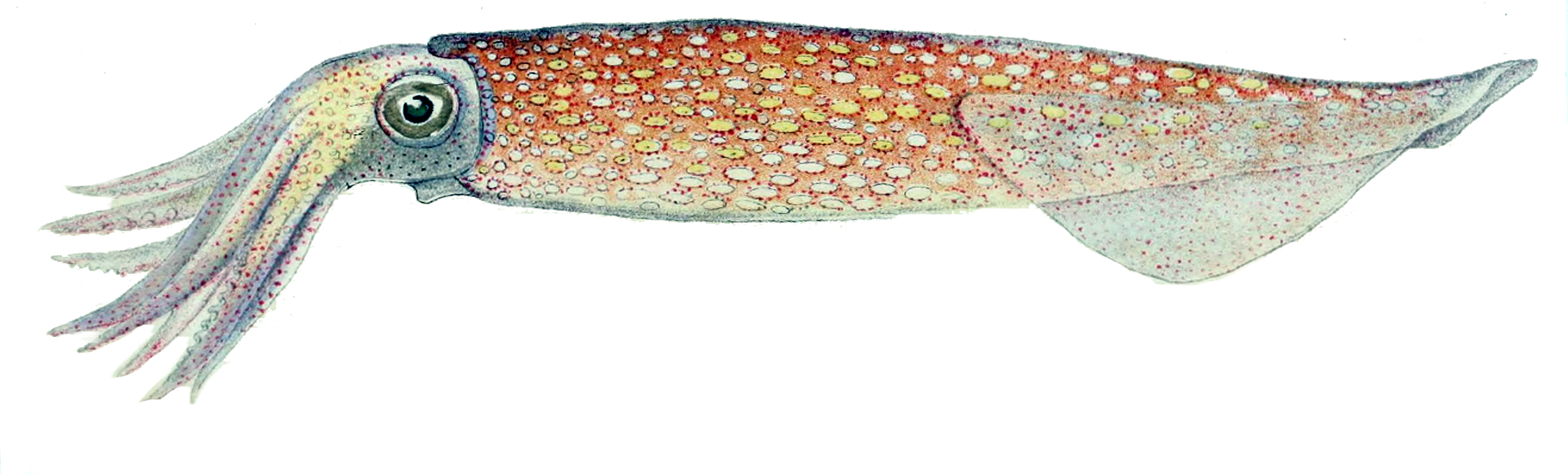
állatról